# Abano (Kazbegi)
Abano (gruzínsky აბანო) je vesnička v okrese Kazbegi v Mccheto-Mtianetiejském kraji na severovýchodě Gruzie. K roku 2014 měla pouhé tři obyvatele.
Abano leží v Trusovském údolí v pohoří Velký Kavkaz na levém břehu Těreku, který v údolí pramení. Od nejbližší města, kterým je Stepancminda, je vzdáleno přibližně 28 kilometrů jihovýchodně.
Jméno znamená gruzínsky „lázně“ a odkazuje ke zdejším horkým pramenům.